# Blastodacna hellerella
Blastodacna hellerella ist ein Schmetterling (Nachtfalter) aus der Familie der Grasminiermotten (Elachistidae) und der Gattung Blastodacna.

## Merkmale
Die Falter erreichen eine Flügelspannweite von 10 bis 13 Millimeter. Die Vorderflügel sind düster schwarz und weiß gezeichnet. Gelblich orange Striche fehlen, nur einige wenige ockerfarbene Schuppen bilden eine einigermaßen deutliche subbasale Binde. Der Flügelinnenrand ist mehr oder weniger reinweiß und hat nur sehr wenige dunkle Schuppen.
Bei den Männchen hat der Gnathos zwei lange dünne Arme, die jeweils in einer kleinen stachligen Beule enden. Die Anellus-Lappen sind mäßig gebogen und haben einen gerundeten Apex. Ihnen fehlt ventral der deutlich hervortretende Fortsatz. Der Aedeagus besitzt keinen ausgeprägten stumpfen Kiel. Die Vesica trägt 3 bis 4 Stachelgruppen, eine davon ist 1,5- bis 2-mal länger als die anderen. Die Genitalarmatur der Männchen ähnelt denen von Blastodacna atra und Blastodacna rossica, von diesen kann B. hellerella im Wesentlichen durch die in der apikalen Hälfte deutlich gebogenen Anellus-Lappen mit ihren abgerundeten Spitzen unterschieden werden.
Bei den Weibchen ist die Genitalplatte, die das Ostium umschließt, dreieckig und verjüngt sich lateral. Sie ist mit einzelnen Nadeln versehen. Das Corpus bursae ist eiförmig, das Signum ist hornförmig und fein granuliert. Die Genitalarmatur der Weibchen kann von Blastodacna atra und Blastodacna rossica anhand der sich lateral verjüngenden Genitalplatte und dem leicht sklerotisierten und kleineren blasenförmigen Abschnitt des Ductus bursae unterschieden werden.

### Ähnliche Arten
Ähnliche Arten sind Blastodacna atra und Blastodacna rossica, die Unterschiede sind in den jeweiligen Artikeln beschrieben.

## Verbreitung
Blastodacna hellerella ist in Europa mit Ausnahme des Nordens verbreitet. Im Osten reicht das Verbreitungsgebiet bis in den Kaukasus. Die Falter können an Waldrändern, in Parkanlagen und Gärten gefunden werden, wo Weißdorn wächst.

## Biologie
Die Raupen entwickeln sich an Zweigriffeligem Weißdorn (Crataegus laevigata) und Eingriffeligem Weißdorn (Crataegus monogyna). Als weitere Wirtspflanzen werden in der Literatur Schlehdorn (Prunus spinosa), 
Pflaume (Prunus domestica) und Äpfel (Malus) genannt, diese Angaben bedürfen allerdings einer Bestätigung. Die meisten betreffen B. atra, die Angaben über große Schäden an Apfelbäumen in Japan sind vermutlich fehlerhaft und der Gespinst- und Knospenmottenart Argyresthia conjugella zuzurechnen. Die Raupen entwickeln sich vom Sommer bis zum Herbst in den Beeren. Befallene Beeren kann man anhand eines Loches an der Seite erkennen. Die Raupen verpuppen sich im Spätherbst in einem lockeren Kokon in verfaulendem Holz oder im Boden. Die Art bildet eine Generation im Jahr, die Falter fliegen von Mai bis August. Die Falter sind nachtaktiv und kommen ans Licht.